# Маркус, Фриц
Фриц Маркус (нем. Fritz Marcus, англ. Frederick Lucas Marcus; 19 июля 1888, Дессау, Германия — 1975, Лондон, Англия) — немецкий и английский архитектор.

## Биография
Фриц Маркус родился в Дессау, в еврейской семье. Учился в сперва в Мюнхенской, затем (1908—1913) в Берлинской высшей технической школе. Работал архитектором в Берлине. Им спроектированы несколько частных домов, один из которых сохранился, кинотеатр «Космос» в Тегеле (открылся 23 декабря 1929 года), столовая Берлинской электрической компании. Занимался дизайном мебели. С приходом к власти нацистов был вынужден бежать в Париж, затем уехал в Испанию. Вместе с женой держал бар в Тосса-де-Мар недалеко от Барселоны. В Тоссе в то время сложилась колония художников и писателей, основу которой составили эмигранты из Германии. Обитателями колонии в разное время были Марк Шагал, Андре Массон, Петер Янссен, Освальд Петерсен, Ойген Спиро, Жан Метценже, Стэнли Уильям Хейтер, Жюль Сюпервьель. В 1934 году в Тоссу приехала из Англии супружеская пара Арчи и Нэнси Джонстоуны. Они решили обосноваться в Тоссе и заняться гостиничным бизнесом. Под впечатлением того как Маркус перестроил свой бар, Джонстоуны предложили ему спроектировать для них отель. Однако вскоре началась гражданская война, супруги Маркус были заподозрены республиканскими властями в шпионаже в пользу Германии и были вынуждены вернуться во Францию. Работали садовниками в Кань-сюр-Мер под Ниццей. Незадолго перед началом войны в 1939-м Маркусам удалось перебраться в Англию. В 1946 году Фриц Маркус стал главой Департамента мебели и дизайна интерьеров (Furniture and Interior Design) в Центральной школе искусств и ремесел под именем Фредерик Лукас (Frederick Lucas). В этой должности он оставался до выхода на пенсию в 1953 году.